# Johann Rudolf von Rechberg
Johann Rudolf Graf von Rechberg und Rothenlöwen zu Hohenrechberg (* 1606 in Donzdorf; † 6. April 1660 in Ellwangen) war im 17. Jahrhundert ein Fürstpropst der Fürstpropstei Ellwangen und Administrator des Hochstifts Augsburg.

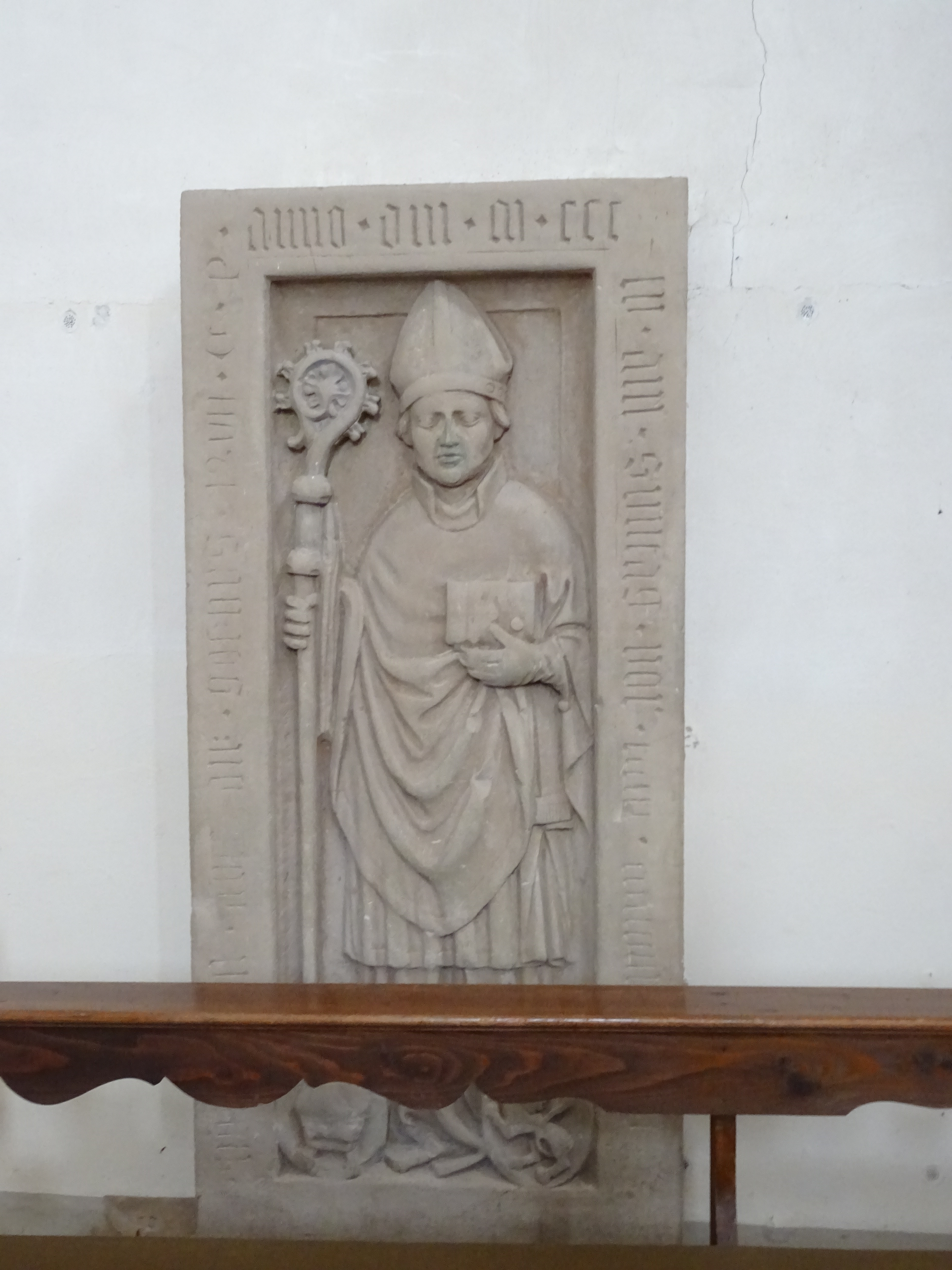
Epitaph des Johann Rudolf von Rechberg in der Basilika St. Vitus (Ellwangen)

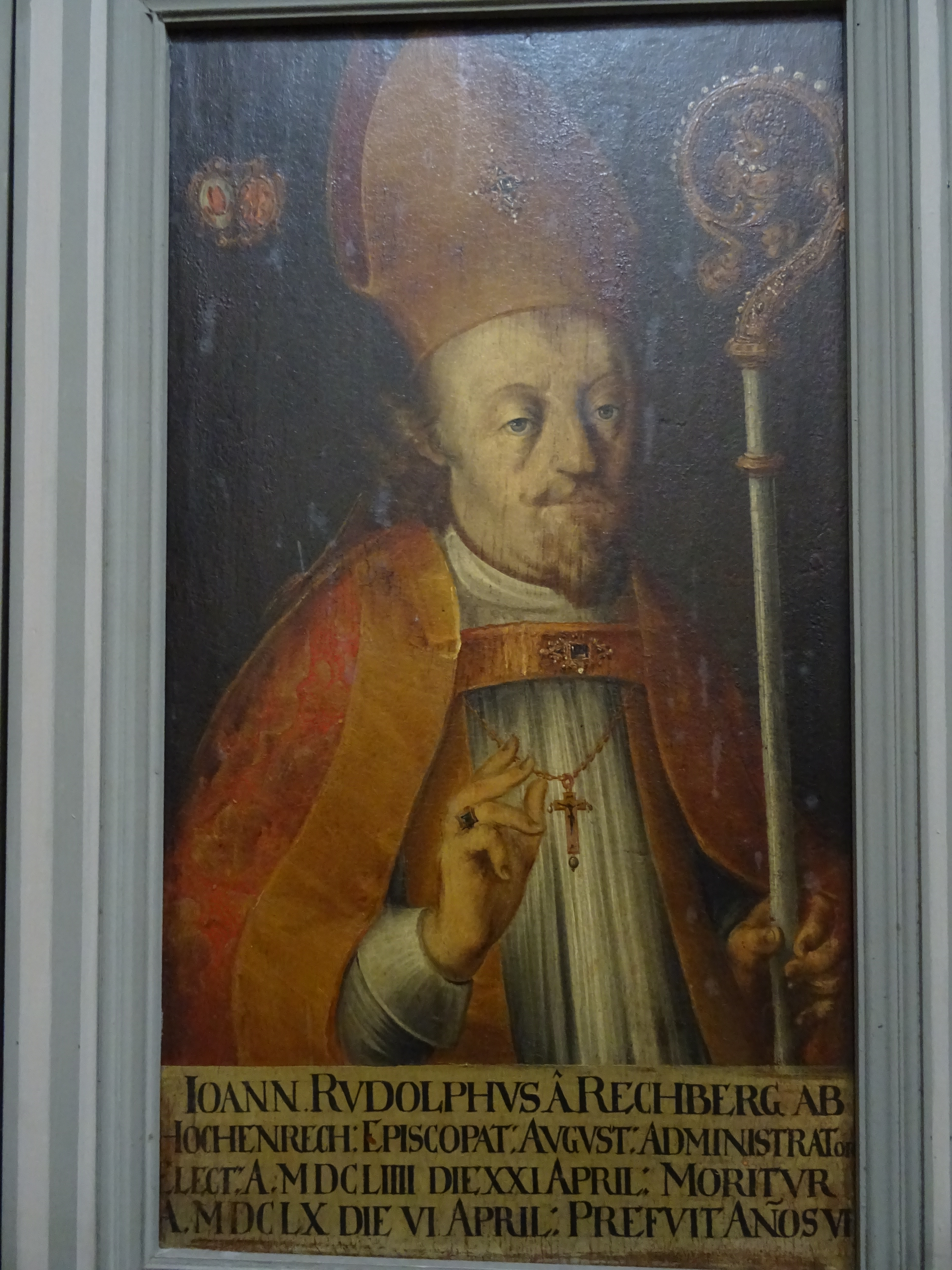
Johann Rudolf von Rechberg an der Tafel der Äbte und Fürstpröbste in der Basilika St. Vitus (Ellwangen)

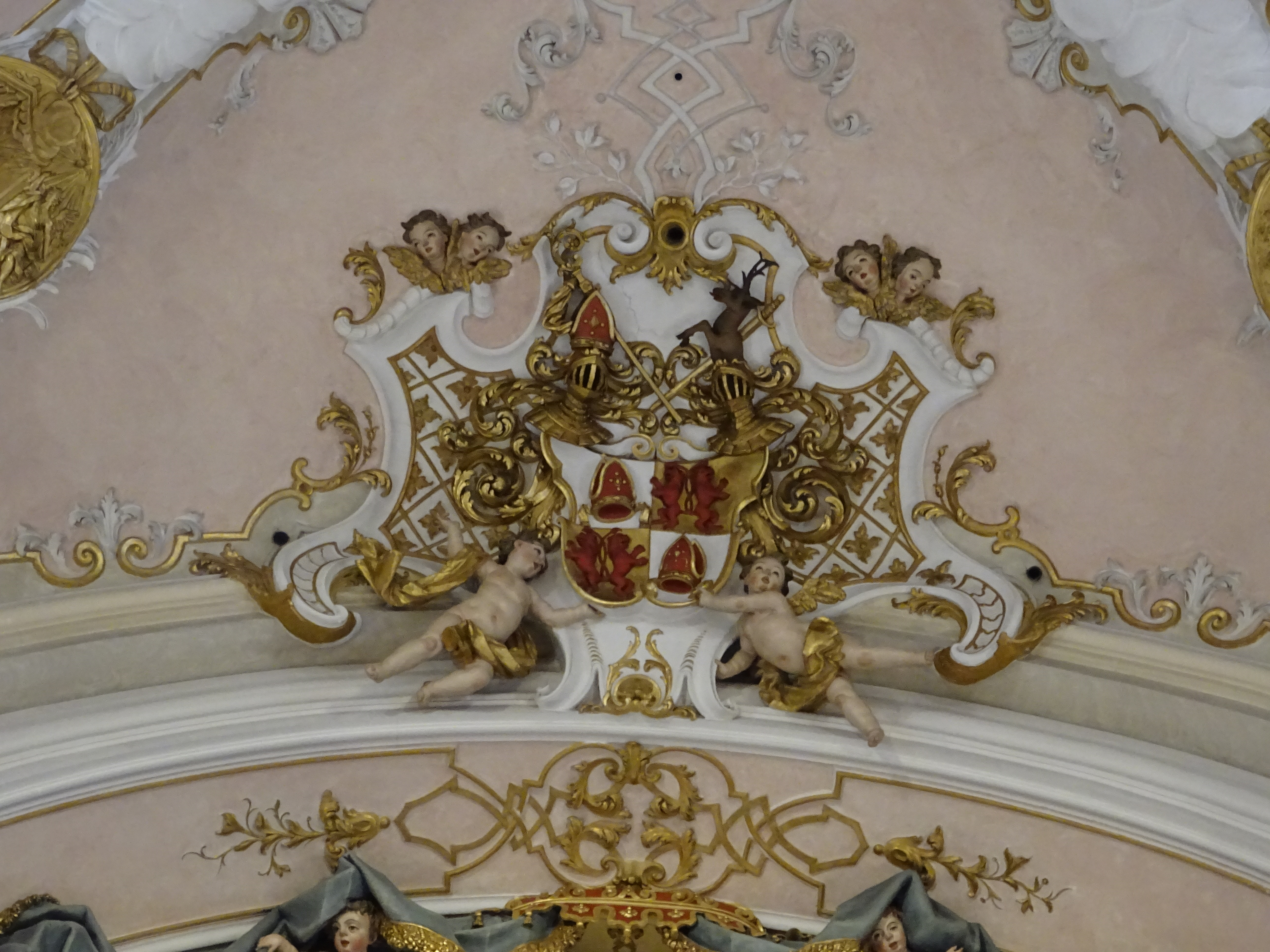
Wappen Johann Rudolf von Rechberg über dem Hochaltar Basilika St. Vitus (Ellwangen, Jagst)

## Leben
Seine Eltern waren Hans Wilhelm von Rechberg und Anna Regina von Rechberg. Er wurde in Donzdorf, seit 1397 Rechbergscher Besitz, geboren. Mit seinen Brüdern Bernhard Bero und Heinrich Alexander wurde er am 15. Dezember 1616 an der Universität Dillingen immatrikuliert. Am 9. Mai 1623 erhielt er in der Fürstpropstei Ellwangen das Kanonikat für den verstorbenen Kanoniker Johann Jakob Humpiß/Hundbiß von Waltrams. Ein Jahr später wurde er in Bourges immatrikuliert, wo er am 5. April 1615 Prokurator der deutschen und belgischen Nation wurde. Am 22. Juli 1626 stieg er zum Reichsgraf auf, immatrikulierte sich am 4. November des gleichen Jahres in Siena und wurde dort am 21. Dezember Consiliar der deutschen Nation. Im Januar 1628 wurde er Domherr in Eichstätt für den verstorbenen Sixtus Werner Vogt von Altensummerau und Praßberg und erhielt im Mai das Amt des Domizellars. Hier wurde er auch 1630 zum Subdiakon geweiht. Am 3. Februar 1631 wurde er zusätzlich Domherr in Augsburg für den resignierten Karl von Metternich. Am 18. Juni 1635 erhielt er die Kapitularwürde und damit die Stimmberechtigung in der Fürstpropstei Ellwangen. Am 11. August 1637 wurde er auch in Eichstätt Kapitular, am 3. Februar 1638 Domdechant und am 26. Februar 1638 Propst des neuen Stifts „Zu Unserer Lieben Frau“ an der (im 19. Jahrhundert abgerissenen) Pfarrkirche. 1645 erbat ihn Sigmund Franz Erzherzog in Österreich, Koadjutor in Augsburg, vom Eichstätter Domkapitel für die Dauer eines Jahres als Obersthofmeister, was genehmigt wurde. Am 26. Januar 1646 wählte ihn das Augsburger Domkapitel zum Administrator des Augsburger Hochstifts; daraufhin resigniert er am 26. Februar 1647 auf die Dechantei in Eichstätt. Am 26. Januar 1649 erhielt er in Augsburg die Dompropstwürde. Fürstpropst in Ellwangen wurde er am 27. April 1654; auf die Hochstiftsadministration resignierte er im Dezember des gleichen Jahres. Am 7. Mai 1656 wurde er Statthalter zu Dillingen. Vier Jahre später starb er und wurde im südlichen Querschiff der ehemaligen Klosterkirche, der heutigen Basilika St. Vitus, bestattet. Sein Wappen ist mit zwei anderen Wappen über dem östlichen Triumphbogen der Kirche angebracht.
Insgesamt waren zehn Personen des Adelsgeschlechts von Rechberg-Donzdorf-Illereichen-Mindelheim Kanoniker der fürstlichen Propstei Ellwangen.